# Sarah Venie Barr
Pour les articles homonymes, voir Barr.
Sarah « Venie » Barr (3 octobre 1875 - 1er novembre 1947) est une femme politique et militante de la communauté irlandaise,.

## Biographie
Sarah « Venie » Barr est née Sarah Moyles à Abbeyleix, dans le comté de Laois, le 3 octobre 1875. Elle est la fille du commerçant James Moyles et de sa femme Eliza Jane Moyles (née Pratt). Elle a été l'une des membres originaux du Ulster Women's Unionist Council (UWUC), siégeant en tant que membre du comité permanent, et a été nommée première directrice du Post House Staff  de l'Ulster Volunteer Force en 1914. Lors d'une réunion de la South Belfast Women's Association lors de l'éclatement de la Première Guerre mondiale, elle a proposé qu'un fonds soit créé pour envoyer des cadeaux aux soldats. C'est la fondation de l'Ulster Women's Gift Fund for War Hospital Supplies qui a envoyé des médicaments, de l'alimentation et des livres à la marine et aux unités de l'armée ainsi qu'aux hôpitaux et prisons de guerre. En novembre 1918, le fonds a levé £119,481. Elle a été la trésorière honoraire de la fondation à partir de 1918 et a poursuivi ce fonds lors de la Seconde Guerre mondiale. Pour son travail, elle a été faite commandeur de l'Ordre de l'Empire britannique en 1920.
Barr a été déléguée porte-parole pour le UWUC au UUC (actuellement le Parti unioniste d'Ulster), puis assistante trésorière honoraire de 1920 à 1930, trésorière honoraire de 1930 à 1947 et vice-présidente de 1923 à 1925 et de 1935 à 1947. Barr a également servi en tant que présidente de la St Anne's Women's Unionist Association, de 1918 à 1947. Elle a été trésorière honoraire de la Girl Guides Association. Elle a également été membre honoraire du Belfast Council of Social Welfare, et à ce titre, a visité le Canada en 1930. Barr a été présidente de la branche de Belfast du Toc H Women Helper.
En 1901, elle épouse Ainsworth Barr, un courtier en valeurs mobilières et joueur international de rugby. Le couple a eu au moins deux fils. Ils ont vécu à Ravenna, Malone Road, Belfast, où elle meurt le 1er novembre 1947. Le UWUC crée la Barr Memorial Cup en 1948, une coupe attribuée à la branche jouissant du plus haute pourcentage de femmes parmi les électeurs inscrits sur ses registres.